# 31 (tal)
31 er et ulige heltal og det naturlige tal, som kommer efter 30 og efterfølges af 32.

## I matematik
- Det 11. primtal,[1] og et mersenneprimtal.
- 31 er primtalstvilling med 29.
- 31 er latmirp med 13.
- tallene 31, 331, 3331, 33331, 333331, 3333331, og 33333331 er alle primtal, men de næste 9 tal på denne form er sammensatte

## Andet
- Der er 31 dage i månederne januar, marts, maj, juli, august, oktober og december
- 31 er atomnummeret på grundstoffet gallium
- 31 er international telefonkode for Nederlandene.
- Enogtredive (kortspil)